# Jovan B. Jovanović (muzičar)
Jovan B. Jovanović (Sombor, 1961) srpski je pisac i muzičar.

## Biografija
Završio je Prvu beogradsku gimnaziju. Diplomirao je Opštu književnost sa teorijom književnosti na Filološkom fakultetu u Beogradu.
Od septembra 1981. do maja 1985. bio је basista grupe Električni orgazam, radio pod nadimkom Grof:
Roman „Organizovano posmatranje“ objavio je 2003. godine.  978-86-904097-0-9. U književnoj periodici objavljuje priče.

## Diskografija
- 1982. EP
- 1982. LP Lišće prekriva Lisabon
- 1983. LP
- 1984. LP Kako bubanj kaže
- 1996. LP
- 2016. LP - Puštaj muziku! Električni orgazam - snimak koncerta iz Doma omladine Beograda